# Port Julia
Port Julia är en ort i Australien. Den ligger i kommunen Yorke Peninsula och delstaten South Australia, omkring 73 kilometer nordväst om delstatshuvudstaden Adelaide. Antalet invånare är 307.
Trakten är glest befolkad. Närmaste större samhälle är Port Vincent, omkring 13 kilometer söder om Port Julia. Genomsnittlig årsnederbörd är 583 millimeter. Den regnigaste månaden är juni, med i genomsnitt 111 mm nederbörd, och den torraste är januari, med 12 mm nederbörd.